# Binələr
Binələr è un comune dell'Azerbaigian situato nel distretto di Ağdaş. Conta una popolazione di 786 abitanti.